# ضريح أبي عبيدة بن الجراح
مقام وضريح الصَّحابي أبي عبيدة عامر بن الجرَّاح، يقع في بلدة دير علا في منطقة الأغوار الوسطى، شمال غرب الأردن، وهو عبارة عن مسجد حديث كان قد بُني مكان قُبّة كان قد بناها الظاهر بيبرس، تشهد على ذلك البلاطة الرخامية الأثرية والموجودة عند مدخل المقام، وفي داخل هذا المسجد يوجد ضريح يُنسب إلى الصحابي أبي عبيدة عامر بن الجراح.

## معرض الصور

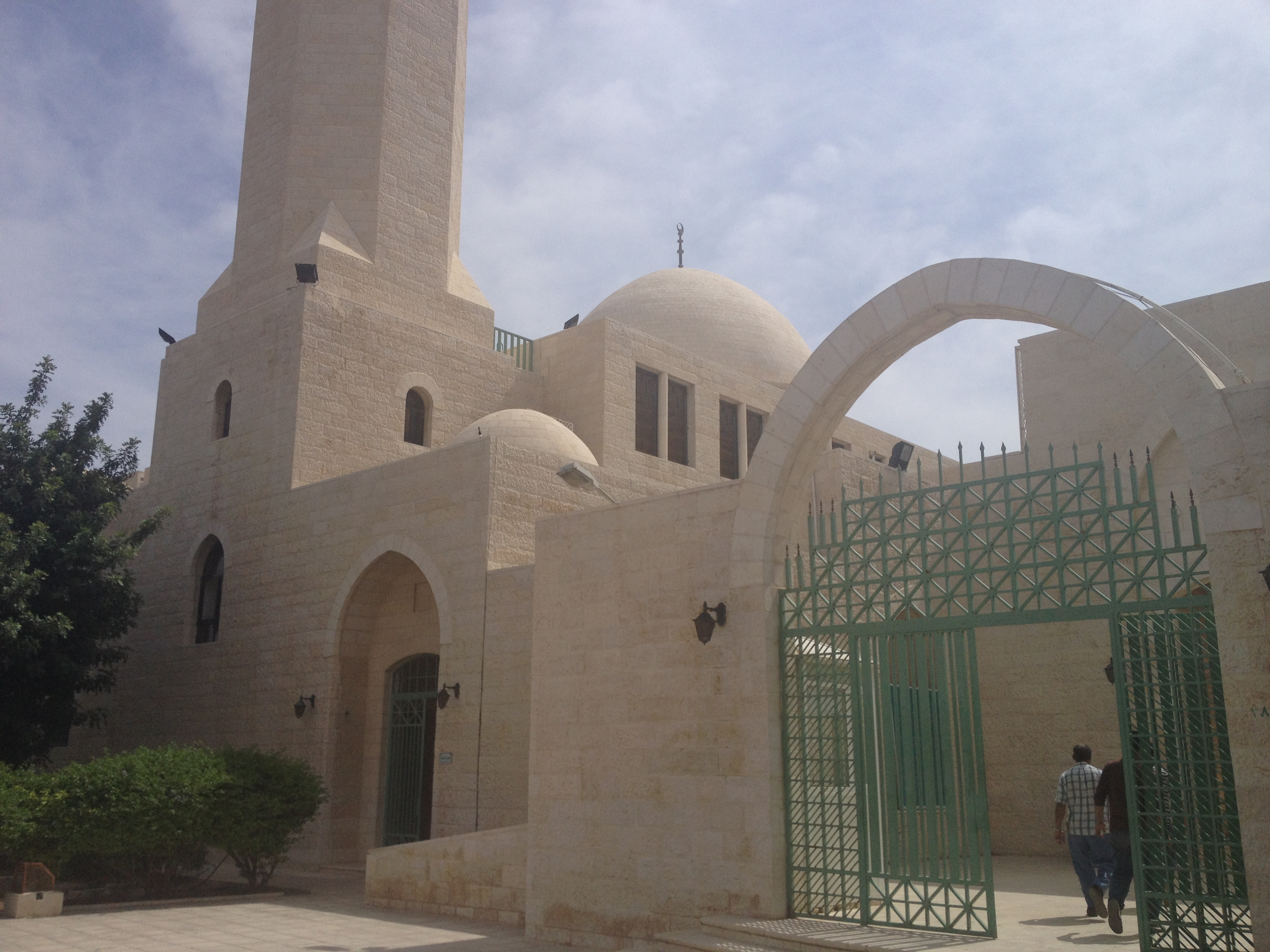
المسجد من الخارج
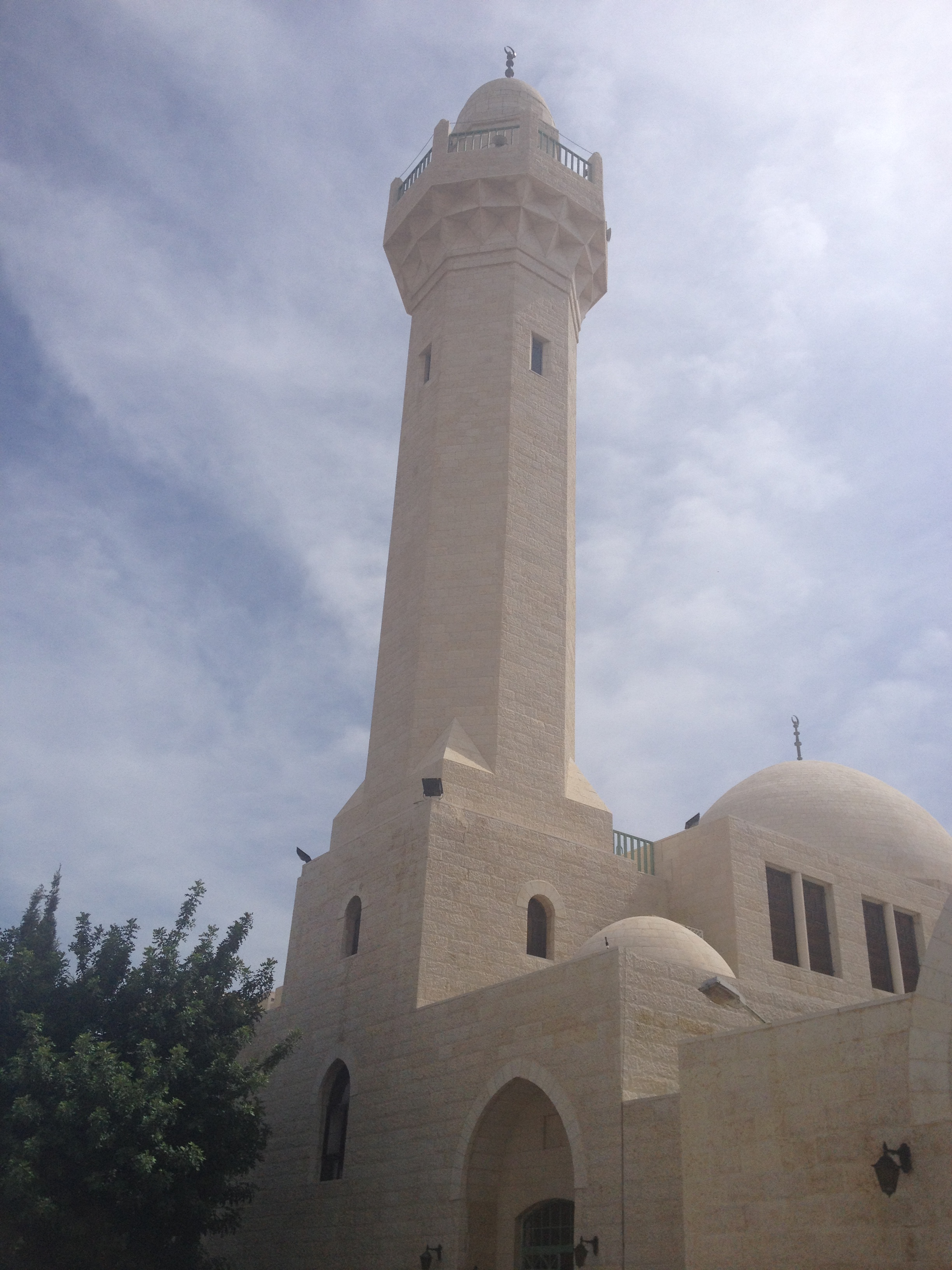
مأذنة المسجد
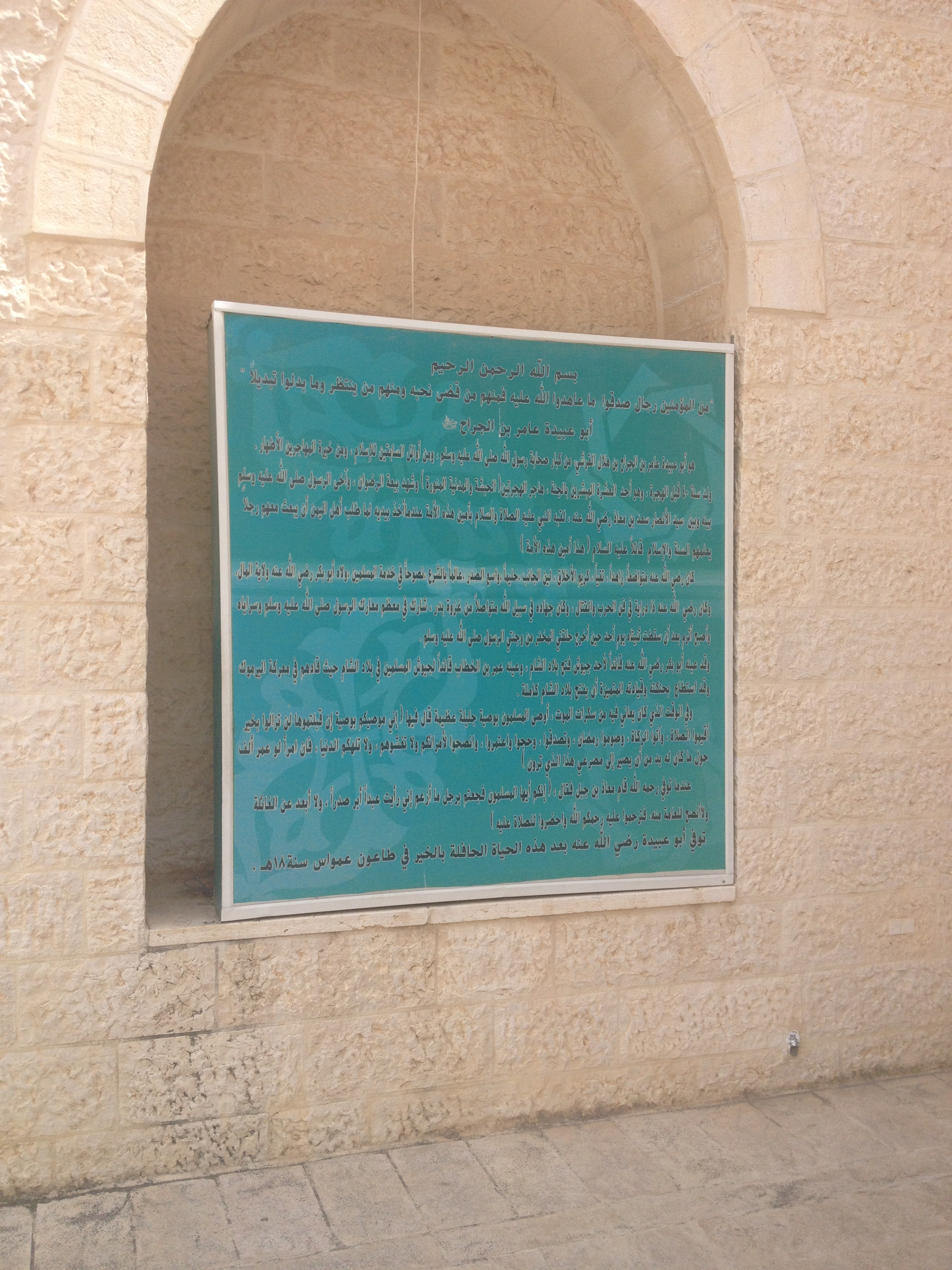
لافتة عن حياة أبي عبيدة بن الجراح
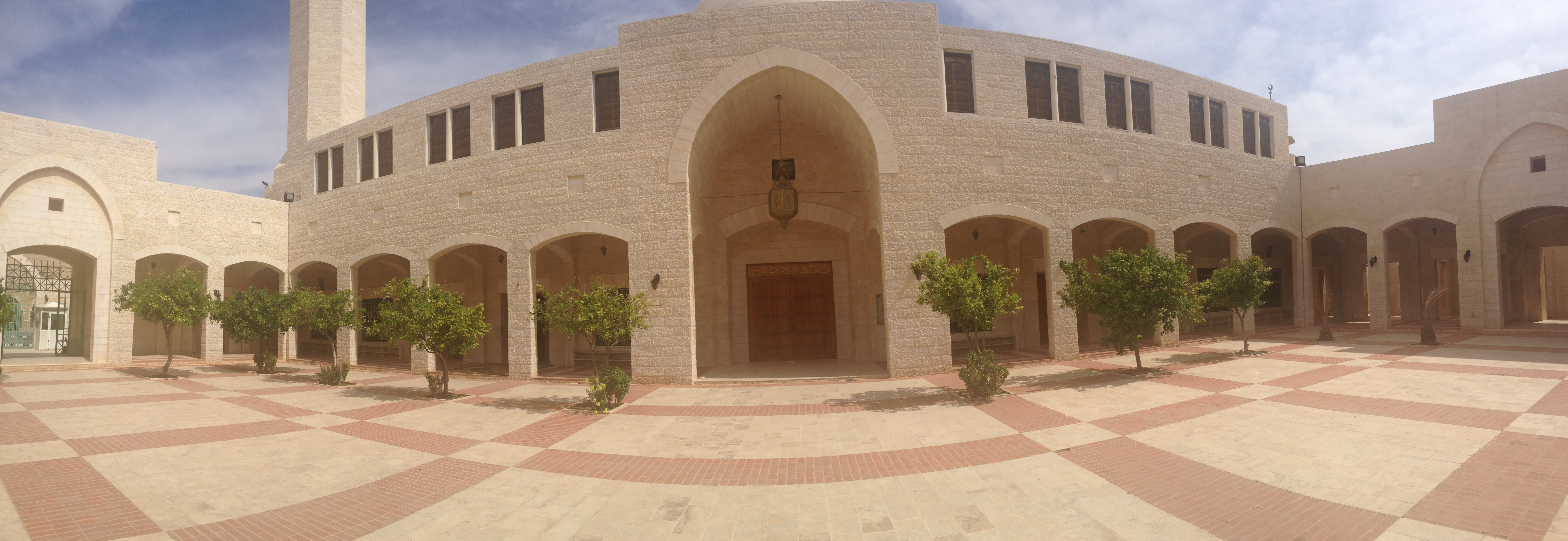
المسجد كما يبدو من الداخل
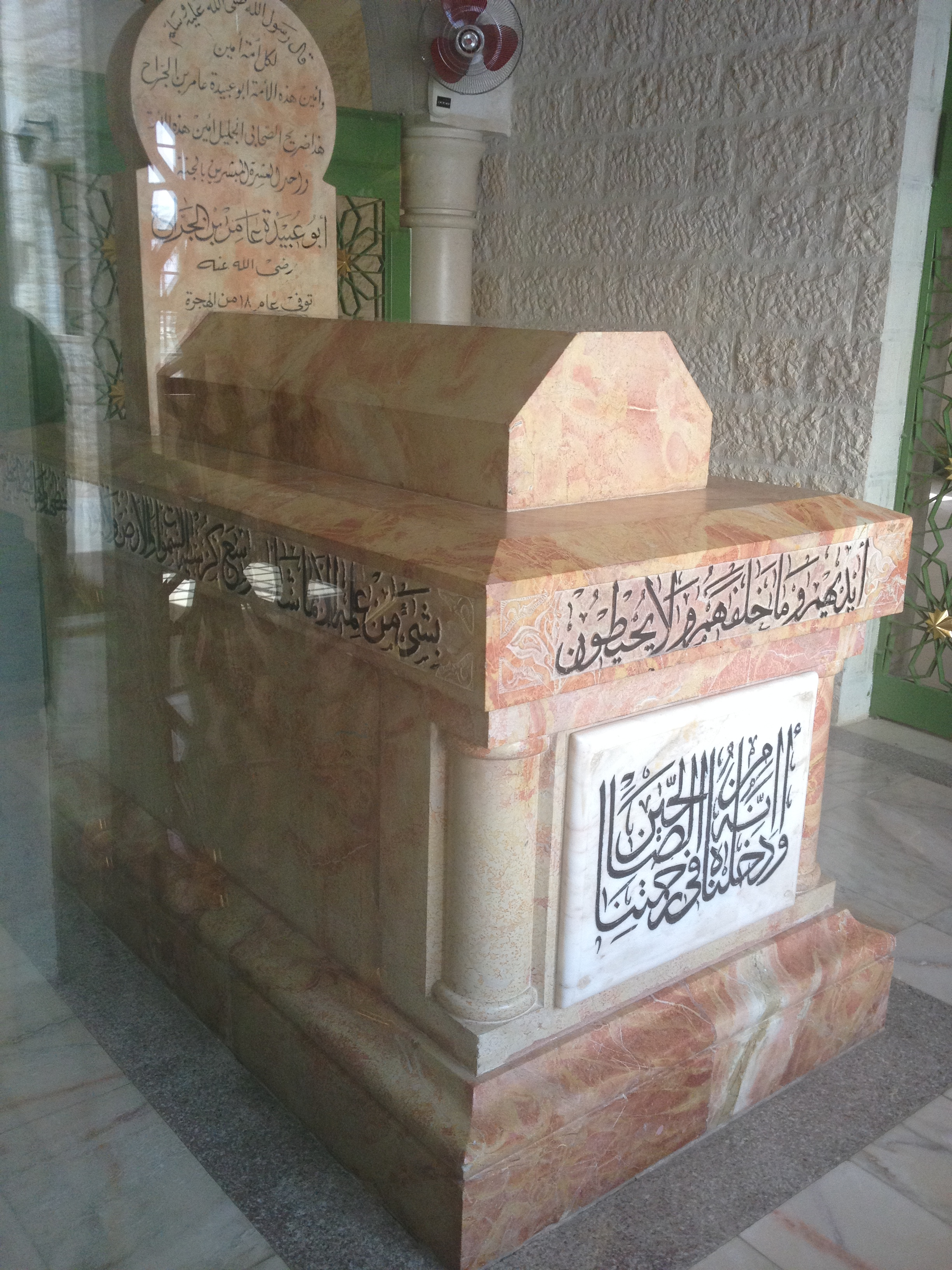
الضريح
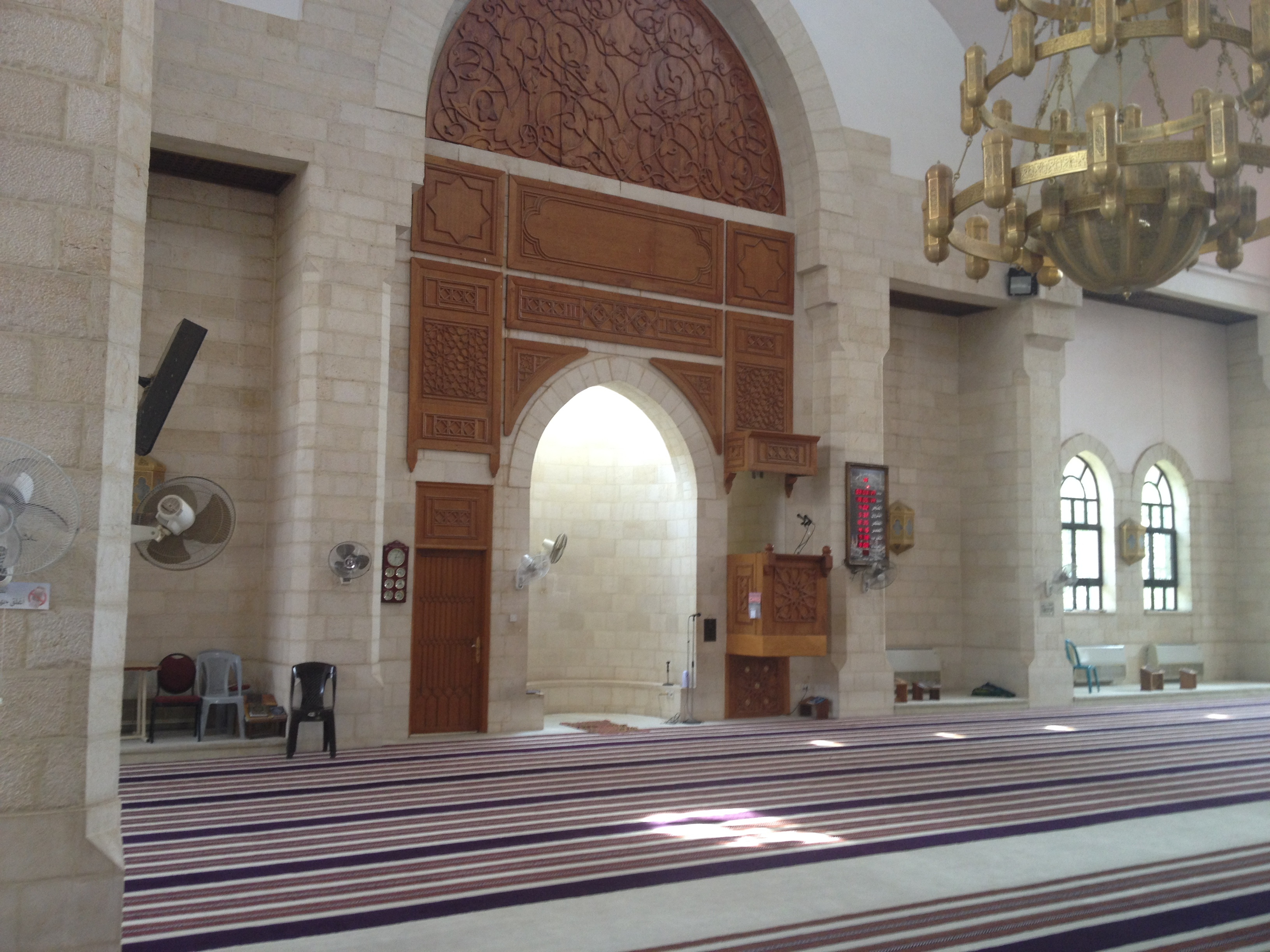
المسجد من الداخل
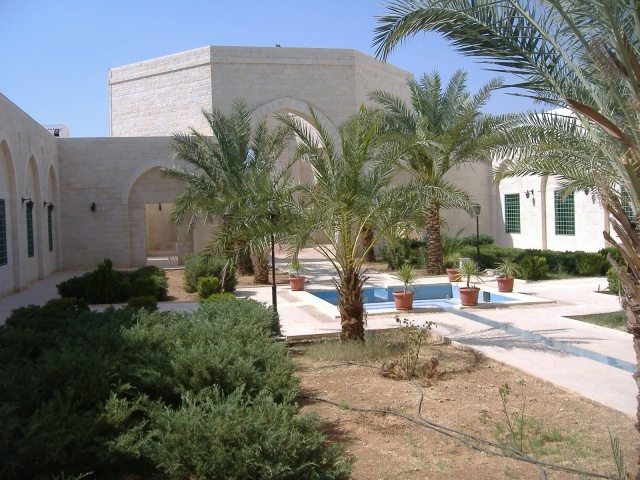
أحد الساحات الداخلية
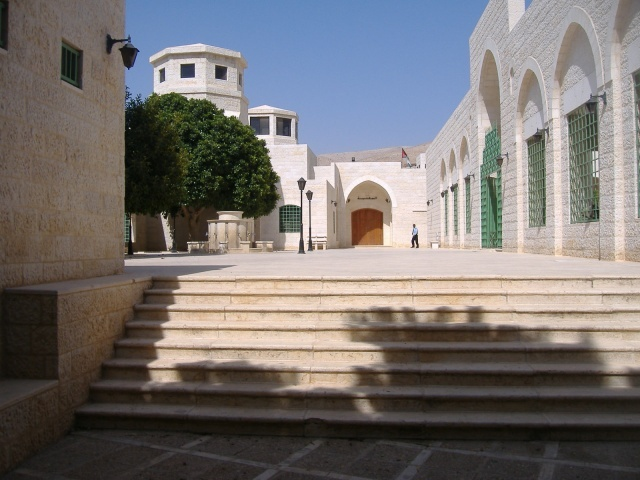
أحد الساحات الداخلية

## أعلام
- أبو عبيدة بن الجراح